# Cenopalpus kritos
Cenopalpus kritos är en spindeldjursart som beskrevs av Hasan, Ashfaq, Li, Wakil och Bashir 2004. Cenopalpus kritos ingår i släktet Cenopalpus och familjen Tenuipalpidae. Inga underarter finns listade i Catalogue of Life.